# Stobart Air

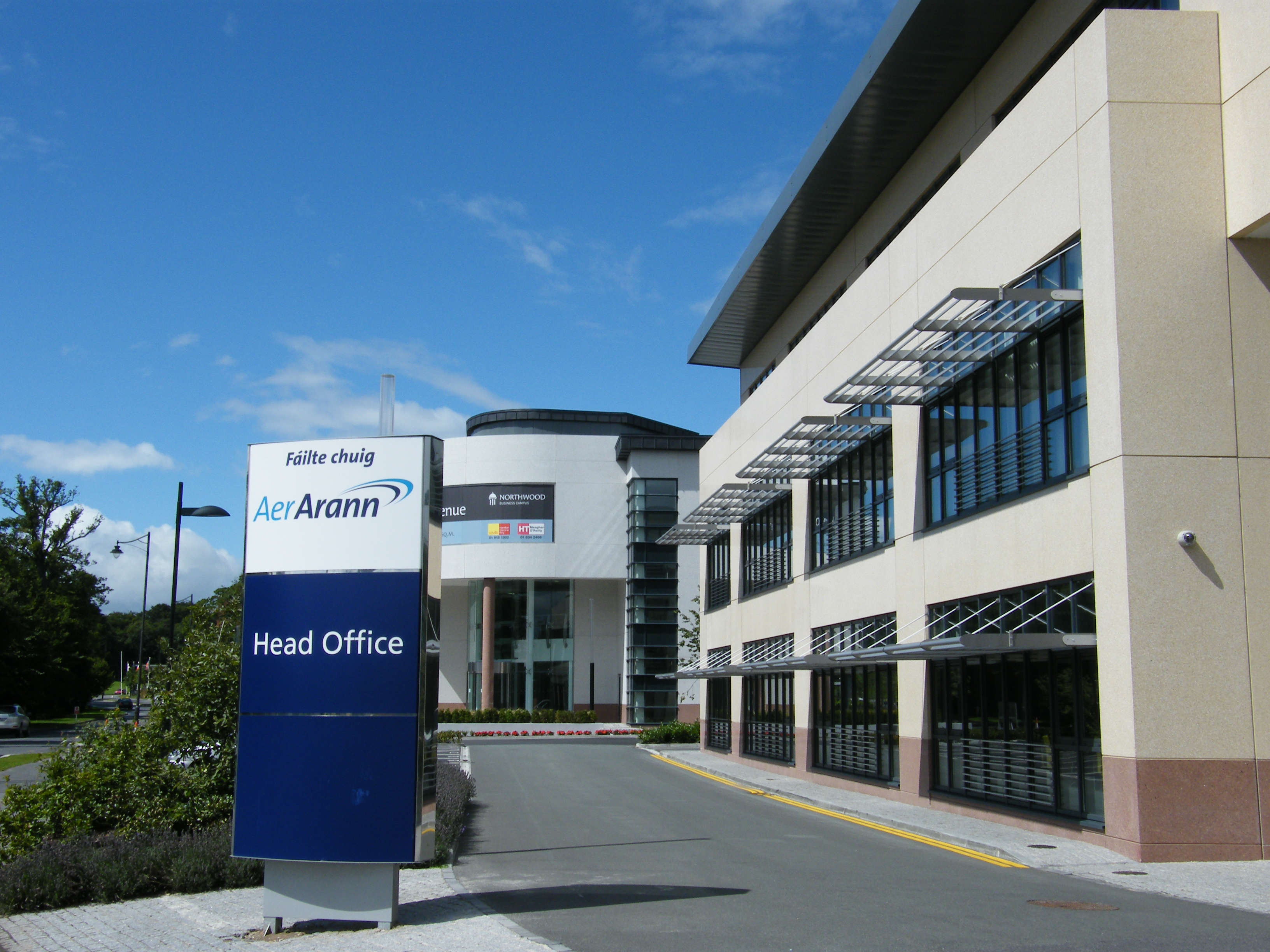
Siège de Stobart Air (Anciennement celui d'Aer Arann) à Dublin.

Comhfhorbairt (Gaillimh) Limited, ou Stobart Air (anciennement Aer Arann) est une compagnie aérienne régionale basée à Dublin, en Irlande. Elle exploite des vols commerciaux réguliers sous la marque d'Aer Lingus Regional et de Flybe. Elle opérait également auparavant pour le compte de CityJet.
Stobart Air est détenue par Everdeal Holdings Limited, elle-même détenue à 45 % par Stobart Group (en) ; 42 % par Invesco ; 8 % par Cenkos Securities ; et 5 % par Pádraig Ó Céidigh, l'ancien PDG d'Aer Arann. Stobart Group pourrait acquérir la compagnie aérienne totalement, par un achat d'actions allant de 55 % à 100 %,,,,,.
La compagnie cesse ses activités en juin 2021.

## Histoire

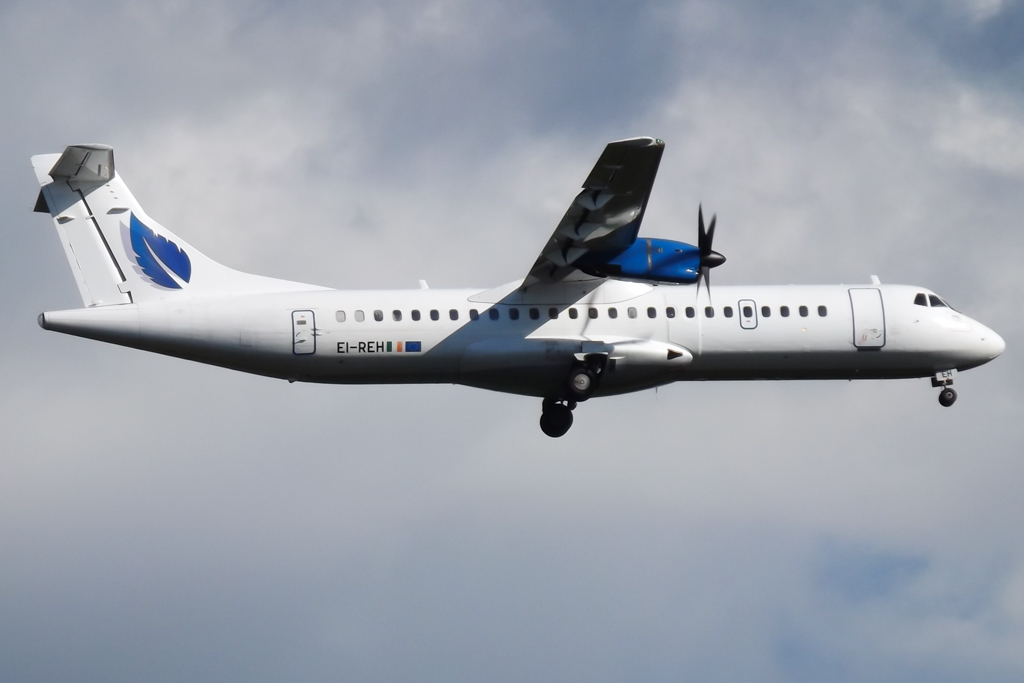
ATR 72-200 (EI-REH) de Stobart Air à l'atterrissage sur l'Aéroport international de Glasgow, en Écosse (2014).

### Formation
Le 19 mars 2014, Aer Arann annonce son changement de nom en Stobart Air dès la fin 2014.

### Diversification
Stobart Air annonce le 25 mars 2014 sa volonté de diversifier ses activités au-delà de son contrat exclusif avec Aer Lingus, par un partenariat de cinq ans avec Flybe, opérant ainsi 6 destinations vers l'Europe du Nord et le Benelux à partir du 5 juin 2014,.

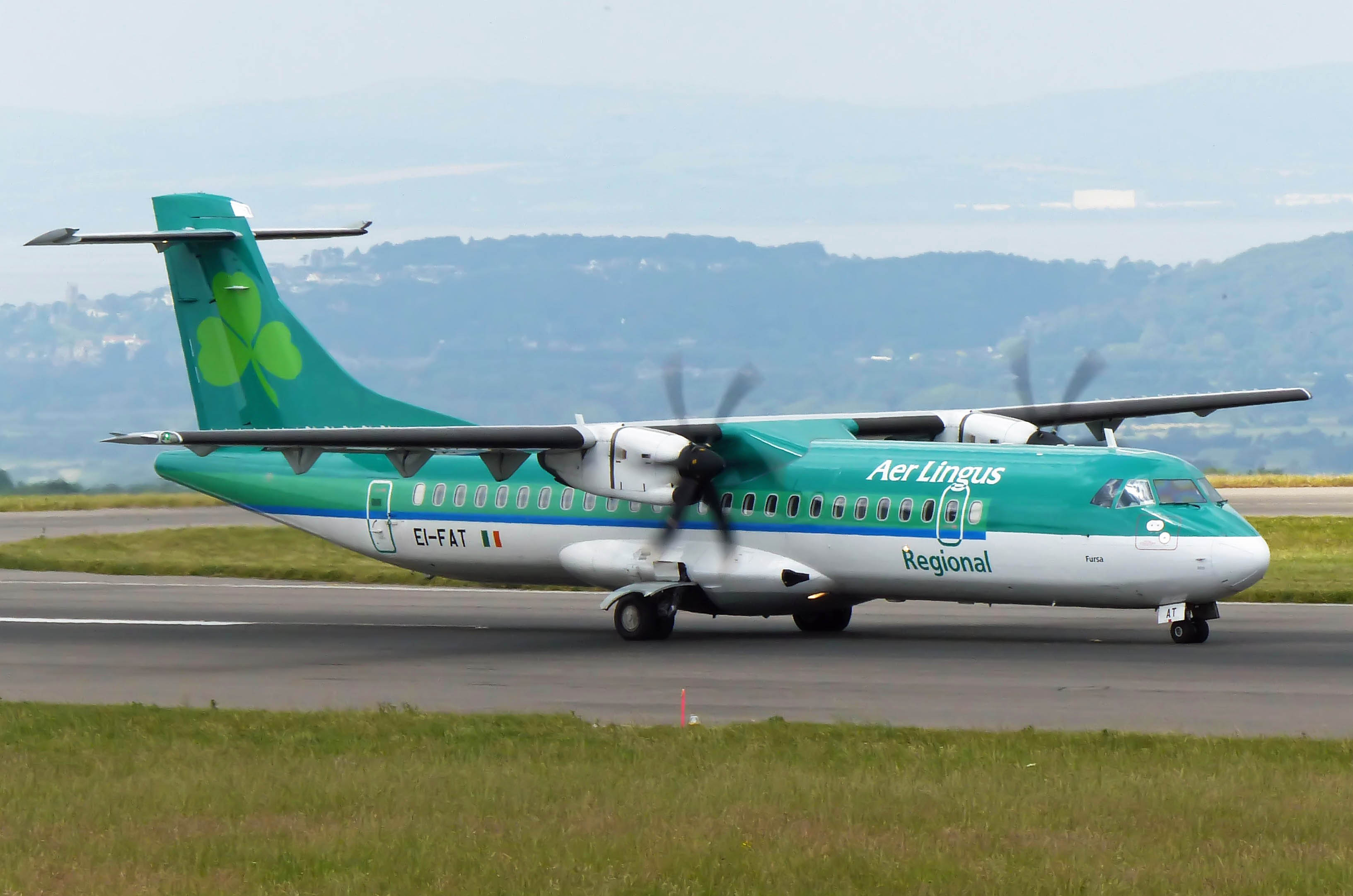
ATR 72-600 (EI-FAT) de Stobart Air au décollage de l'aéroport de Bristol, en Angleterre (2014).

## Destinations
Destinations sous franchise d'Aer Lingus Regional :
- Dépendances de la Couronne Britannique
  - Ile de Man
  - Jersey (saisonnier)
- France
  - Rennes (saisonnier)
- Irlande
  - Cork (Base)
  - Donegal
  - Dublin (Base)
  - Kerry
  - Shannon
- Royaume-Uni
  - Aberdeen
  - Birmingham
  - Bristol
  - Cardiff
  - Doncaster/Sheffield
  - East Midlands
  - Édimbourg
  - Glasgow-International
  - Leeds/Bradford
  - Manchester
  - Newcastle upon Tyne
  - Newquay (saisonnier)

Destinations sous franchise de Flybe:
- Angleterre
  - Londres-Southend (Base)
- France
  - Caen
  - Rennes
- Allemagne
  - Münster/Osnabrück
- Pays-Bas
  - Groningen

## Flotte
La flotte de Stobart Air comprend les appareils suivants,,, d'une moyenne d'âge de 4,6 ans (en mars 2018),: